# 詹姆斯·霍蘭德
詹姆斯·霍蘭德（James Holland，1989年5月15日—）是澳大利亞的一位足球運動員。在場上司職中場。他現在效力於奧地利足球超級聯賽的林茨。他也代表澳大利亞國家足球隊參加比賽，之前他也曾代表澳大利亞各年齡段青年國家足球隊參賽。2008年開始，他開始代表澳大利亞國家足球隊參賽。

## 外部連結
- James Holland （页面存档备份，存于） at Aussie Footballers
- 詹姆斯·霍蘭德在 National-Football-Teams.com 上的出场纪录
- Soccerway資料庫：詹姆斯·霍蘭德
- 詹姆斯·霍蘭德 – FIFA國際賽競賽紀錄 (存檔)
- 詹姆斯·霍蘭德－UEFA國際賽競賽紀錄